# Сен-Рекье, Леон де
Леон Эдгар де Сен-Рекье (фр. Léon-Edgard de Saint-Réquier; 8 августа 1872, Руан — 1 октября 1964) — французский органист и композитор.
Принадлежал к древнему аристократическому роду виконтов де Сен-Рекье. Окончил парижскую Schola Cantorum, ученик Александра Гильмана (орган), Альбера Лавиньяка (гармония) и Венсана д’Энди (композиция). В дальнейшем преподавал там же гармонию, контрапункт и фугу, сольфеджио; среди его учеников Луи Дюрей, Ги де Лионкур, Марсель Михалович, Марк де Ранс и другие. Также руководил хором Schola Cantorum.
Как органист работал, прежде всего, в церкви Сен-Шарль в квартале Монсо. В 1925—1939 гг. музыкальный руководитель и органист Певческого общества Сен-Жерве, основанного Шарлем Бордом.
Автор Реквиема (1928), пятнадцати месс и других хоровых и органных сочинений, преимущественно религиозного содержания. Опубликовал собрание мотетов Палестрины (1912).